# Chrono des Nations-Les Herbiers-Vendée féminin 2024
Cet article concerne l'édition féminine du Chrono des Nations-Les Herbiers-Vendée. Pour la course masculine, voir Chrono des Nations-Les Herbiers-Vendée 2024.
La 37e édition du Chrono des Nations-Les Herbiers-Vendée féminin a lieu le 13 octobre 2024. La course fait partie du calendrier international féminin UCI 2024 en catégorie 1.1.

## Présentation
Le Chrono des Nations-Les Herbiers-Vendée est disputé par huit catégories de cyclistes : quatre chez les hommes (élites, espoirs, juniors et cadets) et quatre chez les femmes (élites, espoirs, juniors et cadettes).  

## Classements

### Classement final
| \| Classement général \| Classement général \| Classement général \| Classement général \| Classement général \| \| Coureuse \| Coureuse \| Pays \| Équipe \| Temps \| \| ------------------ \| ------------------ \| ------------------ \| ------------------ \| ------------------ \| |          |      |        |       |
| |          |      |        |       |
| Source : ProCyclingStats |          |      |        |       |
| Classement général |          |      |        |       |
| Coureuse | Coureuse | Pays | Équipe | Temps |

### Points UCI
| Position           | 1er | 2e | 3e | 4e | 5e | 6e | 7e | 8e | 9e | 10e | 11e | 12e | 13e à 15e | 16e à 25e |
| Classement général | 125 | 85 | 70 | 60 | 50 | 40 | 35 | 30 | 25 | 20  | 15  | 10  | 5         | 3         |